# أرسنال موسم 2016–17
كان موسم 2016–17 هو الموسم الخامس والعشرون لأرسنال في الدوري الإنجليزي الممتاز، والموسم الحادي والتسعين على التوالي في الدوري الإنجليزي الممتاز والموسم المائة في الدوري الممتاز بشكل عام.   وشارك النادي في الدوري الإنجليزي الممتاز وكأس الاتحاد الإنجليزي وكأس رابطة الأندية الإنجليزية ودوري أبطال أوروبا.
في الدوري، وعلى الرغم من وجوده في سباق اللقب في النصف الأول من الموسم، انهار مستواه في النصف الثاني من الموسم، حيث أنهى آرسنال الموسم خارج المراكز الأربعة الأولى في الدوري الإنجليزي الممتاز لأول مرة منذ موسم 1995–96. في أوروبا، وعلى الرغم من تصدره لمجموعته، ألحق بايرن ميونخ بأثقل هزيمة بآرسنال في مباراة أوروبية من مباراتين بخسارته 10–2 في مجموع المباراتين، مع تزايد الانتقادات الموجهة إلى المدير الفني أرسين فينغر، فضلاً عن الدعوات للتغيير داخل التسلسل الهرمي لأرسنال.  وعلى الرغم من خسارة مستواه واستياء الجماهير الشديد نحو نهاية الموسم، فاز أرسنال بكأس الاتحاد الإنجليزي للمرة الثالثة عشر وهو رقم قياسي، بفوزه على تشيلسي 2–1 في النهائي. وشهد الفوز تحول المدرب أرسين فينغر إلى أنجح مدرب في تاريخ كأس الاتحاد الإنجليزي برصيد سبعة انتصارات.
ويغطي الموسم الفترة من 1 يوليو 2016 إلى 30 يونيو 2017.